# Аркашон (лагуна)
Лагуна Аркашон или Аркашонский залив, также Басен-д’Аркашон (фр. Bassin d’Arcachon или Laca d’Arcaishon на гасконском наречии) — приливная лагуна на территории природной области Гасконских Ландов, во французском департаменте Жиронда региона Аквитании, между городами Ла-Тест-де-Бюш на юге, Леж-Кап-Ферре на западе и дельтой реки Лер на востоке. Только Аркашонская лагуна прерывает длинную полоску береговых дюн так называемого Серебряного берега длиной 250 километров, который начинается от эстуария Жиронды и заканчивается у реки Адур. В отличие от Больших озёр Ландов, лагуна Аркашон сообщается с Атлантическим океаном посредством аркашонских проходов (фарватеров) и по сути является небольшим внутренним морем, имея площадь 155 км² при полной воде прилива и 40 км² при малой воде.
В Аркашонской лагуне получило массовое распространение разведение устриц, рыбная ловля и морские прогулки.

## География

### Расположение
Лагуна Аркашон расположена на территории края Пеи-де-Бюш, который, в свою очередь, является центральной частью природной области Гасконских Ландов, в равноудалении от её крайних точек — мыса Пуант де Грав и города Капбретон. Залив находится на юго-западе департамента Жиронда в 50 километрах от административного центра региона Аквитании, города Бордо. Залив имеет треугольную форму; в центре расположен Птичий остров, известный своими «хижинами на ходулях».

### Гидрография

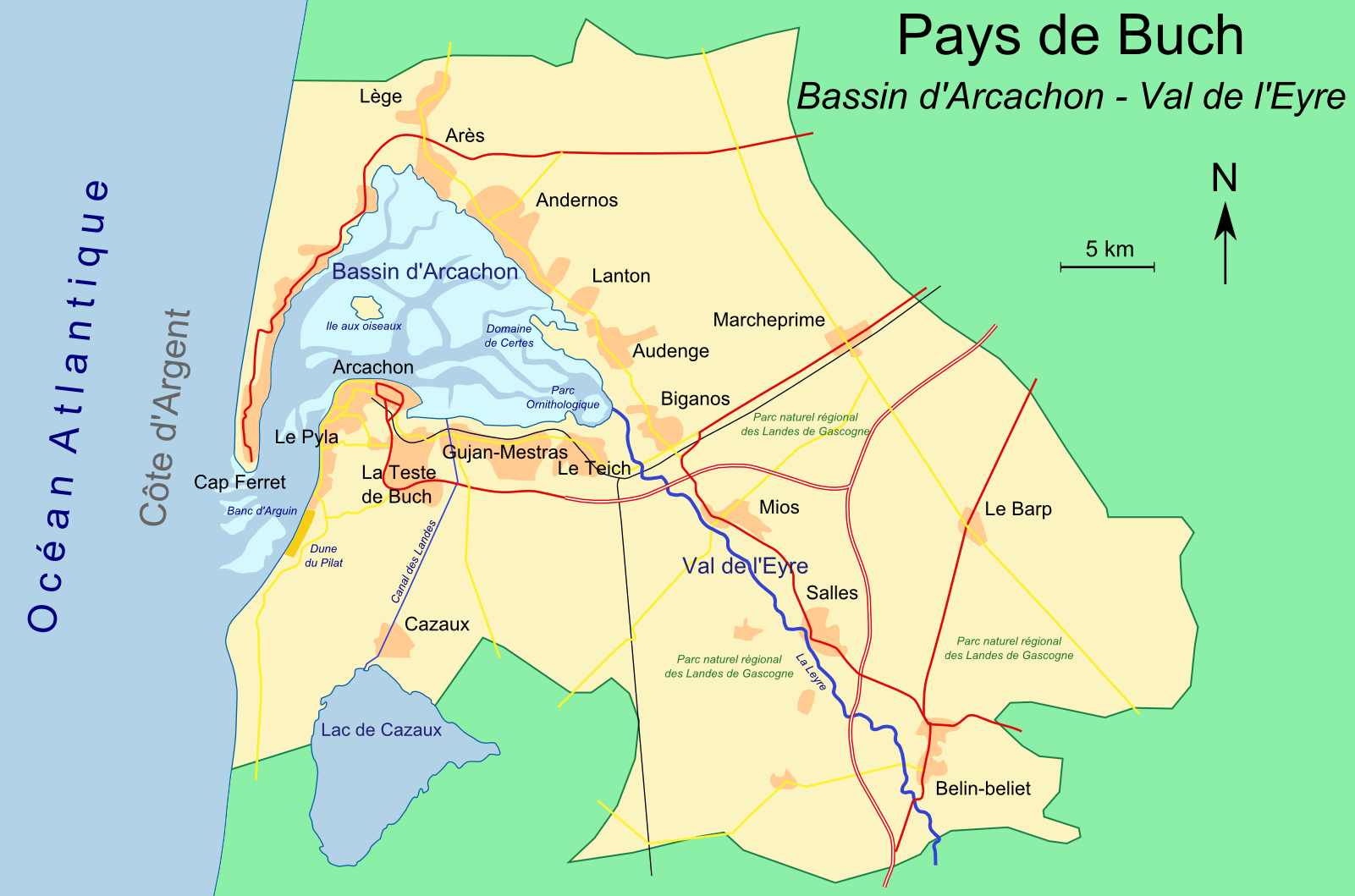
Схема Аркашонского залива

Лагуна Аркашон связана с озером Казо (фр. lac de Cazaux) (посредством канала Казо) и с озером Лакано (фр. lac de Lacanau) (посредством канала Этан). В лагуну поступает пресная вода из впадающей в него реки Лер. Эта небольшая прибрежная река, имеющая длину 80 км, имеет исток в лесах Ландов и включается в водную систему бассейна Аркашона. Она приносит в лагуну постоянный поток пресной воды, что препятствует закупорке проходов залива песком, поступающим из океана.
В отличие от Больших озёр Ландов лагуна Аркашон открывается в Бискайский залив, а благодаря приливам и отливам большая часть воды в заливе обновляется дважды в сутки. Лагуна частично изолирована от океана посредством длинной песчаной косы, где расположен мыс Кап-Ферре (в виде намывной косы), а также песчаной дюной у Пилы и заповедником на отмели д’Аргуин. Выход в Атлантический океан представляет собой несколько проходов (фарватеров) общей шириной три километра, через которые происходит водный обмен между океаном и лагуной. Песчаные отмели имеют подвижный характер, поскольку постоянно перемещаются морским течением в ходе приливов/отливов. Сильные течения во время приливов/отливов существенно усложняют навигацию в лагуне.
Положение песчаных отмелей существенно меняется не только после сильных штормов, но и вследствие регулярных приливов/отливов (объём водного обмена между лагуной и океаном составляет ежедневно около 370 миллионов кубометров воды при средней скорости около 2 метров в секунду), намывающих песок в фарватеры проходов, а также морского течения (проходя вдоль французского побережья с севера на юг, оно несёт примерно 600 000 кубометров песка в год). По этим причинам судоходство в этих проходах сопряжено с особенной опасностью; регулярно случаются происшествия, в которых гибнут опытные моряки. Однако замечено, что структура и локализация фарватеров меняется циклически с периодом примерно 80 лет. Световое навигационное оборудование в заливе регулярно переносят, а морские карты требуют постоянного обновления.

### Климат
В бассейне лагуны Аркашон мягкий климат; инсоляция наблюдается на протяжении всего года (в среднем 2100 часов в год). Зимы тут дождливые, но редко суровые. Снегопады наблюдаются, как правило, один-два раза в год. Однако осени и зимы в лагуне отличаются частыми и сильными штормами, во время которых навигация останавливается. Во время прохождения ураганов Клаус (2009 год) и Мартин (1999 год) фиксировались порывы ветра со скоростью выше 170 км/час.
Лето здесь обычно сухое и тёплое; редко бывает знойное. Часто во второй половине дня устанавливается морской бриз; эпизоды сильной жары непродолжительны. Сильные бури, идущие из Бискайского залива, иногда достигают побережья лагуны (июнь 1987, июль 2003, сентябрь 2004) и причиняют существенный ущерб.
Среднегодовые температурные максимумы зафиксированы в пределах 11 — 12 °C для зимы и 25 — 26 °C для лета. Температура воды в заливе зимой составляет 13 — 14 °C, тогда как в океане она составляет 10 или 11 °C. Летом вода в заливе прогревается до 22 — 23 °C, тогда как в Атлантике она достигает только 19 — 21 °C.
Среднегодовое количество осадков колеблется от 800 мм в районе косы Кап-Ферре, до 1000 мм в Казо.
| Показатель                                | Янв. | Фев. | Март | Апр. | Май   | Июнь | Июль  | Авг.  | Сен.  | Окт.  | Нояб. | Дек. |
| ----------------------------------------- | ---- | ---- | ---- | ---- | ----- | ---- | ----- | ----- | ----- | ----- | ----- | ---- |
| Средний суточный максимум, °C             | 10,9 | 12,2 | 15,2 | 17,0 | 20,8  | 23,7 | 26,0  | 26,3  | 24,0  | 19,8  | 14,4  | 11,2 |
| Средняя температура, °C                   | 6,7  | 7,35 | 9,85 | 11,8 | 15,55 | 18,5 | 20,55 | 20,65 | 18,05 | 14,75 | 10    | 7,2  |
| Средний суточный минимум, °C              | 2,5  | 2,5  | 4,5  | 6,6  | 10,3  | 13,3 | 15,1  | 15,0  | 12,1  | 9,7   | 5,6   | 3,2  |
| Норма осадков, мм                         | 95,5 | 74,9 | 66,4 | 79,6 | 62    | 56,4 | 46,9  | 59,1  | 77,8  | 99,9  | 120,8 | 107  |
| Источник: Официальная станция Метео-Франс |      |      |      |      |       |      |       |       |       |       |       |      |

### Административное деление
Вокруг лагуны располагаются следующие коммуны — город Аркашон, супрефектура округа Аркашон; Ла-Тест-де-Бюш, Гюжан-Местрас и Ле-Тейш образующие отдельный кантон; Биганос, Однж, Лантон, Андернос-ле-Бен, Арес и Леж-Кап-Ферре, образующие также отдельный кантон. Птичий остров включен в состав коммуны Ла-Тест-де-Бюш.
Все эти коммуны входят в состав округа Аркашон, который был образован в 2007 году путём выделения из округа Бордо.

## История

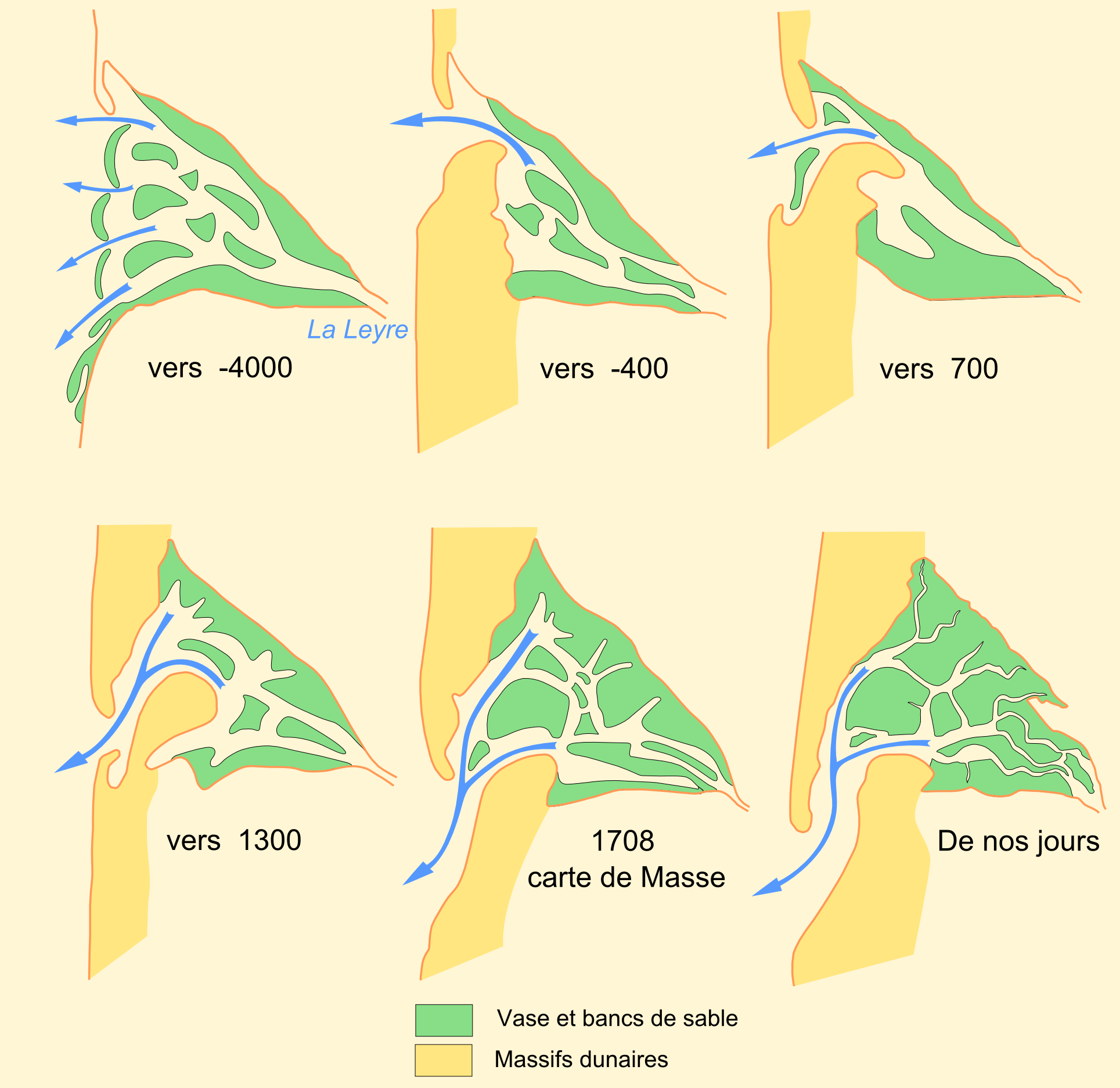
Процесс образования Аркашонского залива

История бассейна лагуны Аркашон тесно связана с историческим прошлым края Пеи-де-Бюш. Первые следы расселения людей на этой территории датируются VIII веком до н. э. Вплоть до середины XIX века темп местной экономической активности задавали рыболовы, смолокуры и пастухи. В 1823 году в Аркашоне обосновался один из первых местных отельеров, Франсуа Легалайс, чтобы укрепить своё здоровье, принимая морские ванны. Развитие туризма в этом крае совпало с появлением здесь железнодорожной ветки в 1841 году. Массовое разведение устриц началось в заливе в 1860-х годах. Вплоть до 1950-х годов медики рекомендовали для борьбы с туберкулёзом воздушные процедуры в Зимнем городе (Виль-д’Ивер) Аркашона. Лагуна Аркашон является одной из самых посещаемых достопримечательностей французского региона Аквитании.

## Активность в районе
Экономическая активность в районе лагуны Аркашон сосредоточена главным образом вокруг разведения устриц и обслуживания туристов. Также здесь занимаются любительской рыбалкой и водными видами спорта. В окрестностях лагуны можно наблюдать множество видов птиц (для посещений открыт орнитологический парк в Тейше).

### Разведение устриц
Разведение устриц было начато в этом районе в XIX веке, после того как научились собирать устричную молодь на известковые черепичные плитки. Изначально в бассейне Аркашона разводили плоскую съедобную устрицу (Ostrea edulis). В 1920 году этот вид устрицы был уничтожен эпизоотией устричного вируса и вскоре ему на смену пришла так называемая «португальская» устрица (Crassostrea angulata), которая также погибла вследствие эпизоотии 1970 года. Для местной отрасли разведения устриц наступили очень тяжелые времена. К счастью, оказалась успешной попытка укоренения «японской» устрицы (Crassostrea gigas). В бассейне лагуны Аркашон на площади около 1800 га производится примерно 18 000 тонн устриц в год. Собранная на месте устричная молодь поставляется в различные другие районы выращивания устриц.
Лагуна Аркашон является самым крупным в Европе поставщиком устричной молоди. Большинство выращенных во Франции устриц происходят именно из бассейна Аркашона. Мягкая и качественная вода в лагуне, плодородный грунт и мягкий климат, обеспечивают идеальные условия для размножения вогнутых устриц (крёз). Ежегодно более 3 миллиардов молодых устриц отправляется отсюда на устричные фермы в Бретань, Нормандию, Шаранту и на Средиземноморское побережье.
Между тем, в последние годы наметилась устойчивая тенденция роста загрязнения вод лагуны Аркашон. Основными источниками загрязнения являются уплотнение проживания населения (к ливневым стокам примешиваются стоки из населённых районов и с транспортных магистралей, проходящих вокруг залива, и всё это попадает в лагуну), внесение удобрений и пестицидов на сельскохозяйственных участках, расположенных вокруг лагуны, морские увеселительные прогулки. Несмотря на то, что анализы, проведённые университетом Бордо не показали какой-либо биоаккумуляции загрязнений, употребление моллюсков регулярно запрещается специальными постановлениями префектуры, на основании различных тестов, производимых подразделениями французского института IFREMER. Производители устриц оспаривают достоверность таких тестов, выполняемых на мышах, и призывают к внедрению новых, более надёжных, испытательных технологий.

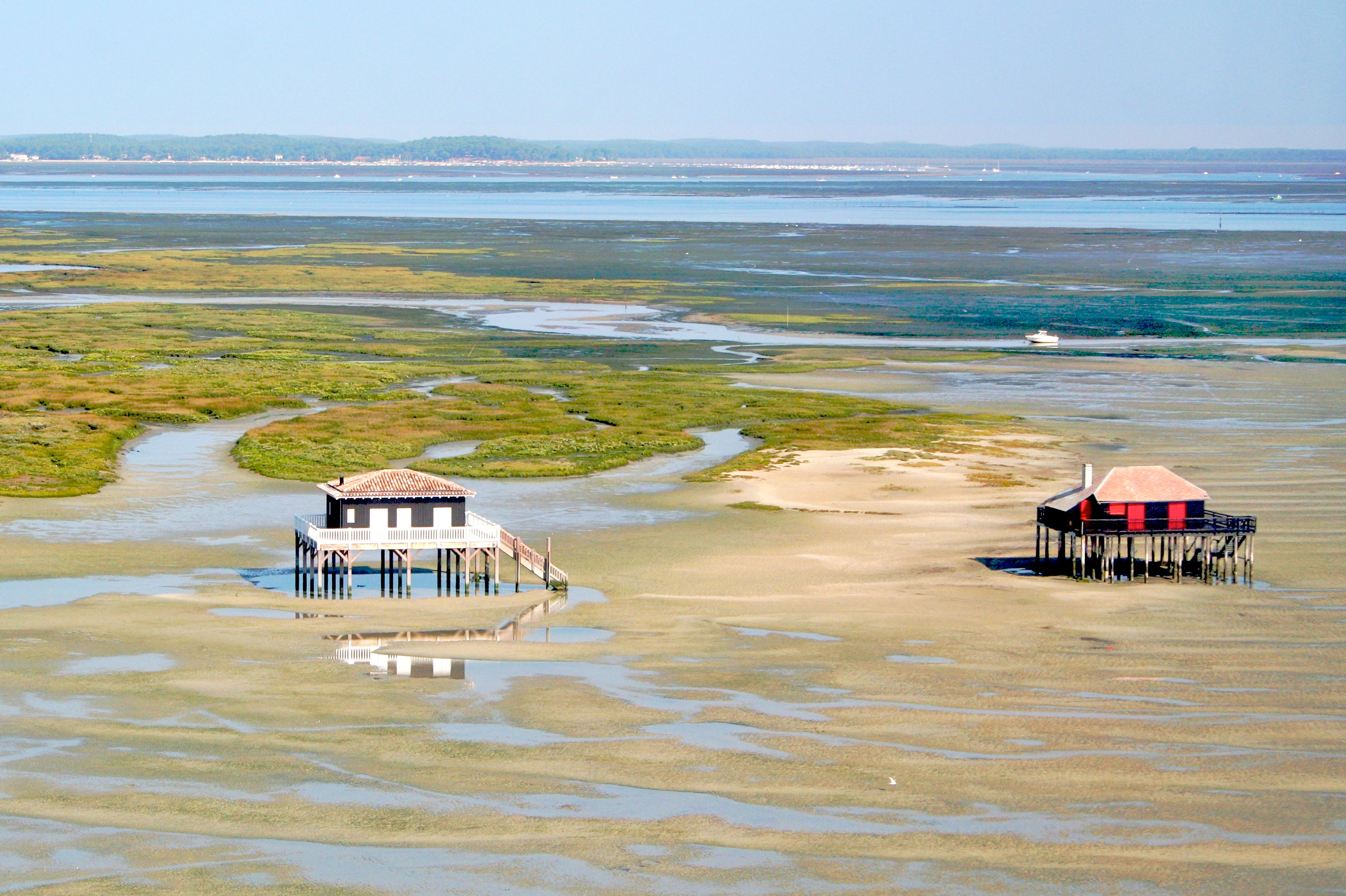
Хижины на ходулях в лагуне Аркашон

Бассейн лагуны Аркашон имеет четыре географических района выращивания устриц, распределенных между северной и южной сторонами залива. Расположение конкретного района оказывает влияние на вкус культивируемых в данном районе устриц, которые питаются планктоном в естественной среде:
- устрицы, выращенные у отмели д’Аргэн (фр. banc d'Arguin), имеют сладковатый вкус с молочными и морскими нотками.
- устрицы, выращенные у Птичьего острова, имеют богатый вкус с минеральными и растительными нотками.
- устрицы, выращенные у косы Кап-Ферре, обладают тонким ароматом цитрусовых и свежих овощей.
- устрицы, выращенные у Большой банки (фр. Grand Banc), имеют привкус белых фруктов и обжаренных лесных орехов.

### Рыбоводство
Рыбу разводят в коммунах Оданж и Ле-Тейш. Для этого там сооружены водоёмы, изолированные от лагуны при помощи плотин.

## Лагуна Аркашон и французские литераторы
Французский философ Жан-Поль Сартр в юности проводил летние месяцы в Аркашоне у бабушки с дедушкой и здесь же в 1914 году был определён в коммунальную школу, где, согласно воспоминаниям Сартра в автобиографической повести Слова, учитель держал его возле себя, чтобы «оградить мальчика от вульгарности». Также здесь отдыхали Франсуа Мориак по соседству, Ролан Доржелес и Пьер Бенуа, которых привлекал сюда прохладный бриз. Писатель Марсель Эме провёл год на вилле Такис в Кап-Ферре, с августа 1939 по август 1940 года. После этого он заказал постройку виллы Пукетте (фр. villa Pouquette) на косе, а драматург Жан Ануй, сдавший виллу Такис в аренду, заказал постройку виллы Рыбаков (фр. Les Pêcheurs) рядом с церковью.
В 1932 году супруги Морис и Жанна Пике заказали строительство роскошной виллы в пригороде Аркашона Пиле; она получит название villa Totsy. Дочь Жанны, Симона, часто приезжала сюда вместе со своим мужем, писателем Андре Моруа. Благодаря наличию железной дороги, Аркашон ещё в годы Прекрасной эпохи стал модным курортом и братья Перейр организовали строительство вилл у кромки берега, а также построили гостиницы и казино. После этого они начали застройку нового квартала Виль-д’Ивер (Зимний город), защищённого от сильных ветров. Итальянский драматург Габриэле д’Аннунцио провёл шесть лет, с 1910 по 1916 год, на вилле villa Saint-Dominique, расположенной на хуторе около знаменитой дюны у Пилы; причём все эти годы он жил под псевдонимом, поскольку скрывался от своих кредиторов. Находясь в Аркашоне, он написал роман «Леда без лебедя», а также драму на французском языке «Мученичество Святого Себастиана», которую положил на музыку Клод Дебюсси, представив свою работу в Париже в мае 1911 года.
Входивший в группу парнасцев французский поэт Жозе Мария де Эредиа также обосновался в Аркашоне в 1913 году вместе с дочкой Луизой, которая была замужем за писателем Пьером Луи. После развода, в том же 1913 году, она купила вместе со своим новым супругом виллу, названную La Symphonie. Зато их зять, супруг её сестры Марии, поэт Анри де Ренье, не ценил достоинства этого курорта и очень редко наведывался в Аркашон. Мария очень любила Аркашон и после смерти своей сестры Луизы в 1930 году именно она унаследовала дом.
Французский писатель и режиссёр Жан Кокто поселился на противоположном берегу лагуны Аркашон в устричной деревушке Большой Пике, где он провёл время с августа по октябрь 1917 года. Его очаровало спокойствие и простоватость этого места. «Мы не встретили никого, кроме двух рыбаков, только солнце нагревало красивую дюну…», написал он в своих мемуарах. Пользуясь моментом, он купался, загорал, а также охотился и рыбачил. Он переехал в отель Шантеклер вслед за своим другом художником-кубистом из Бордо Андре Лотом, где они встретили композитора Жоржа Орика, писателя Раймона Радиге, а также супругов Жана и Валентину Гюго. На сохранившейся фотографии «курортной жизни в Пике» можно видеть Жоржа Орика, Жана Кокто и Жана Гюго, а также на заднем плане Раймона Радиге, Франсуа де Гуи и Рассела Грили.
Он писал своей матери: «С полудня и до 16 часов солнце настолько сильное, что мы сожгли ноги, сидя на балконе. Над столом, где я пишу тебе письмо, я нашёл настоящее ласточкино гнездо».
Жан Кокто часто возвращался в Пике в период с 1918 по 1923 год вместе со своим юным приятелем Раймоном Радиге, который здесь написал часть своего романа «Дьявол во плоти», а также закончил в 1923 году роман «Бал графа д’Оржель». Жан Кокто закончил здесь свою драму Le Baron Lazare, совместно с Радиге написал либретто «Поль и Вирджиния». Однако Радиге умер в Париже в 1923 году от брюшного тифа, без сомнения приобретённого здесь, в Аркашоне, и Кокто долгое время избегал Аркашонской лагуны. Он вернулся сюда только в 1937—1939 годах, уже со своим новым другом Жаном Маре. Находясь здесь, Кокто написал «Потомак» и начал «Адскую машину».

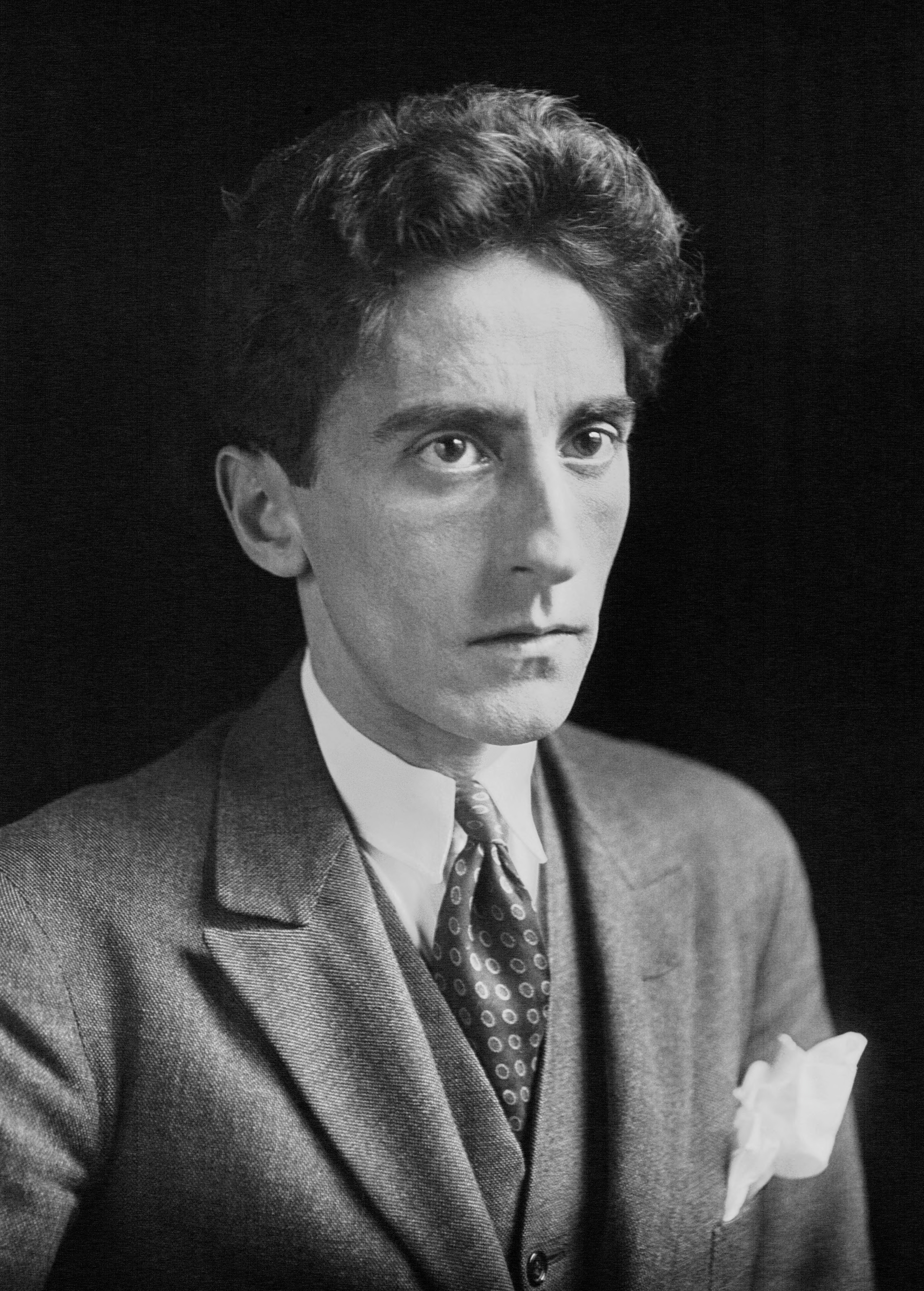
Жан Кокто
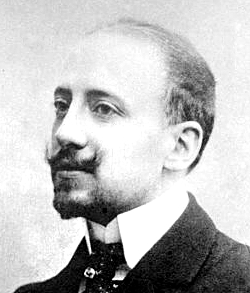
Габриэле д’Аннунцио
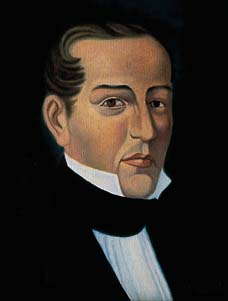
Жозе Мария де Эредиа
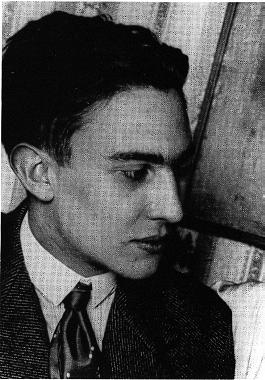
Раймон Радиге

## Достопримечательности

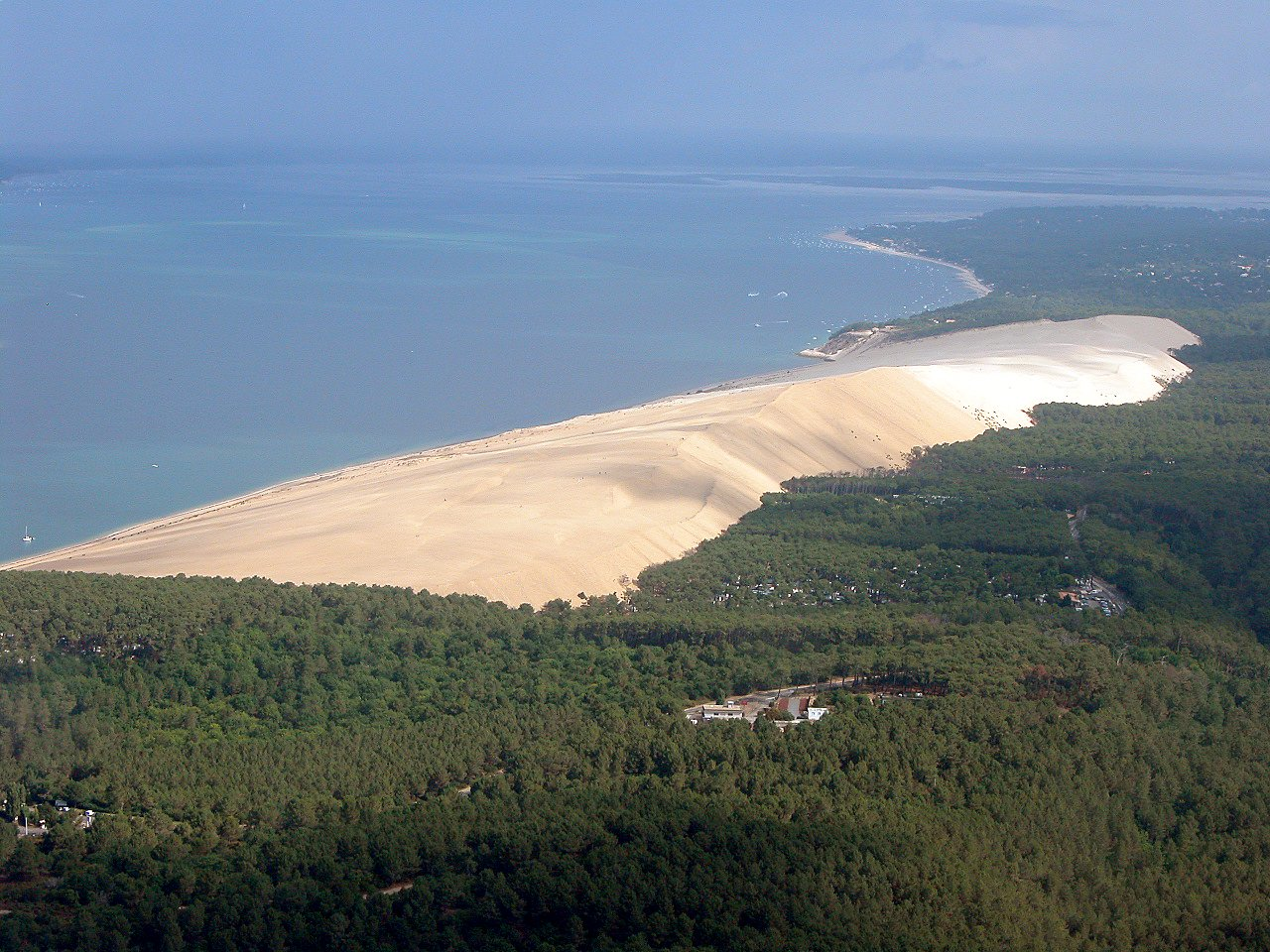
Вид с воздуха на дюну у Пилы

- Лагуна Аркашон окружена лесами Ландов.
- «Хижины на ходулях» построены в центре лагуны Аркашон на Птичьем острове. Поначалу они служили для присмотра за устричными садками.
- Маяк на косе Кап-Ферре позволяет с высоты 53 метра насладиться видами лагуны, океана и ландских лесов.
- Квартал Виль-д’Ивер в Аркашоне расположен на небольшой возвышенности. Здесь можно найти множество вилл, в архитектуре которых прослеживаются баскские, мавританские и англо-китайские мотивы. Если городская набережная и квартал Виль-д’Эте (Летний город) активно застраивались благодаря врачам, которые настойчиво хвалили лечебные свойства морской воды, то Виль-д’Ивер обязан своим существованием двум предприимчивым инвесторам, братьям Эмилю и Исааку Перейр.
- Лагуна Аркашон окружена устричными портами, широко распространёнными в этом районе (Ла-Тест-де-Бюш, Ла-Юме, Гюжан-Местрас, Ле-Тейш, Андернос-ле-Бен, Оданж, Арес).
- Пинасы — типичные лодки для Аркашонской лагуны[7].